# 1995 YB1
1995 YB1 är en asteroid i huvudbältet som upptäcktes den 21 december 1995 av den japanska astronomen Takao Kobayashi vid Ōizumi-observatoriet.
Asteroiden har en diameter på ungefär 13 kilometer och den tillhör asteroidgruppen Hygiea.